# Гроснідесгайм
Гроснідесгайм (нім. Großniedesheim) — громада в Німеччині, розташована в землі Рейнланд-Пфальц. Входить до складу району Рейн-Пфальц. Складова частина об'єднання громад Ламбсгайм-Гесгайм.
Площа — 4 км2. Населення становить 1323 ос. (станом на 31 грудня 2020).